# Hársakalja
Hársakalja Budapest városrésze a II. kerületben az egykori Pesthidegkút község területén.

## Fekvése
Határai: Kővári út a Hidegkúti úttól – Arad utca – Cenk utca – Budajenő utca – Budapest 1949. december 31-i határa (a 168. és 171. sz. határkövek között – Hidegkúti út a Kővári útig.

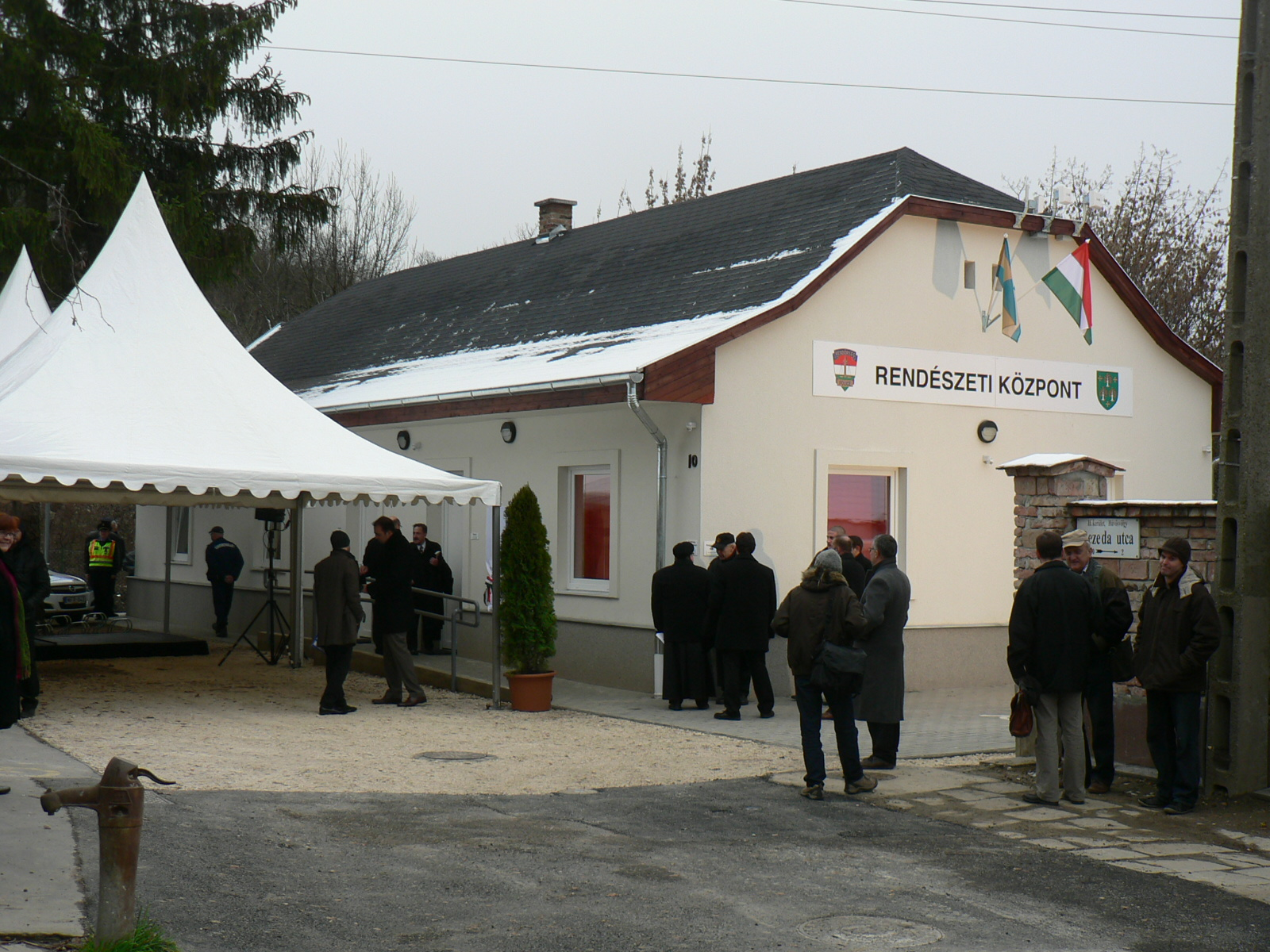
Hársakalja területén, a Rezeda utcában található a Hidegkúti Rendészeti Központ

## Története
Pesthidegkútnak az 1920-as években kialalult része, amelynek neve az egykori nagy hárserdőre utal.